# Aixovall
Aixovall – wieś w Andorze w parafii Sant Julià de Lòria, na południe od Santa Colomy. Znajduje się w niej stadion narodowy Andory, Comunal d’Aixovall. W 2012 miejscowość była zamieszkiwana przez 95 osób, a w 2013 – przez 99 osób. Pierwsze wzmianki na temat wsi są datowane na 1176 rok.